# Bourbre
Bourbre – rzeka we Francji, przepływająca przez tereny departamentów Isère oraz Rodan, o długości 72,2 km. Stanowi lewy dopływ rzeki Rodanu.